# ЛГБТ история в Тайланд
Историята на лесбийките, гейовете, бисексуалните и транссексуалните хора в Тайланд обхваща хиляди години. През различните векове има документирани различни сексуални ориентации и полови идентичностти, но и различни вярвания за това дали това е естествено и прието в обществото. През XX век ЛГБТ хората се сблъскват с по-строги закони по отношение на сексуалната ориентация, като ограниченията постепенно се облекчават в началото на XXI век. Активизмът на ЛГБТ общността обаче се развива бавно поради бездействието на правителството.

## В древни времена
Хомосексуалността е документирана в Тайланд от периода Аютая (1351 до 1767 г.) на различни места. Стенописи в будистки храмове съдържат изображения на еднополови романтични и сексуални отношения и между жени, и между мъже. „Самутакхот Кам Чан“ (на тайски: สมุทรโฆษคำฉันท์), литературно произведение от времето на Аютая, споменава лесбийски връзки между наложниците, живеещи в кралския дворец. В стихотворението писателят пише за наложниците, които спят заедно, някои от тях с открити гърди, а някои прегръщайки се в съня си. 
Будизмът е най-широко разпространената религия в Тайланд от векове, а будистките ценности и вярвания вероятно са повлияли на вижданията на народа по отношение на сексуалната ориентация и половата идентичност. Някои будисти смятат, че нетрадиционната сексуална ориентация или пол е наказание за необуздани сексуални желания в предишен живот.

## По времето на царете Рама I-VIII

### Принц Крайсон
Принц Крайсон, синът на крал Рама I, има собствена театрална трупа, в която всички актьори са мъже. Трупата е изискана, като всички скъпи дрехи и бижута са подаръци от принца за актьорите. Обикновено се очаква от актьорите да са облечени като жени по време на представленията, а с подкрепата на принц Крайсон също се обличат като жени и за публични събития като фестивала Лой Кратонг.
Смята се, че Кун Тонг (на тайски: ขุนทอง) и Йем (на тайски: แย้ม) са любимите актьори на принца, тъй като и двамата са покровителствани повече от останалите актьори. Принц Крайсон не крие сексуалността и предпочитанията си. Без притеснение прекарва по-голямата част от времето си с тези актьори и обикновено дори нощува в техните домове, а не в двореца си, което е много необичайно за един принц. Това необичайно поведение на принца води до разследване, при което актьорите признават, че са имали сексуална връзка с Крайсон. 

### Началото на ХХ век
С преминаването на страната от абсолютна към конституционна монархия през 1932 г., правителството на Тайланд полага усилия да изгради единни национален дух и култура. Налагането на “традиционни“ представи за половете е част от тези усилия да се въведе обществен ред. Наложените представи за това, какво представляват съвременните полови роли, са повлияни от ценностите на средната класа във Викториянска Европа и желанието на Тайланд да бъде “цивилизована страна“, тъй като стриктните полови роли са считани за белег на положителни ценности и морал. По този начин правителството отрича съществуващите представи за сексуалност и пол, които до момента са сравнително гъвкави, и ги превръща в строги и непреклонни привнесени ценности. Тези представи до голяма степен продължават да бъдат разпространявани и налагани и до ден днешен от обществени институции като полицията, въоръжените сили и училищата.

### Принцеса Юангкъо Сиророт
През 1956 г. еднополовите връзки са често срещани сред прислужниците, работещи и живеещи в кралския дворец. Принцеса Юангкъо Сиророт има връзка с Мом Раджауонгсе Уонгтеп, но Мом Раджауонгсе Уонгтеп вече си има друга любовница - жена на име Лейди Хун. От ревност Лейди Хун пуска фалшив слух, че принцеса Юангкъо е толкова влюбена в Мом Раджауонгсе, че и е дала всички бижута, които е получила от кралицата. Чувайки това невярно обвинение, кралицата гони принцеса Юангкъо обратно в Чианг Май за наказание. Унизена, принцеса Юангкъо решава да се консултира с принцеса Буачум, своя приятелка в Чианг Май. Същата нощ, след като принцеса Буачум заспива, искайки да докаже невинността си, принцеса Юангкаъо скача от покрива на двореца. Умира в болницата едва на 19 години. 

## В съвременния Тайланд

### ЛГБТ обществото и военните части
В Тайланд всички 21-годишни мъже от тайландски произход са задължени да участват в лотария, която определя дали ще трябва да служат във военните сили, освен ако не са получили поне три години резервистко военно обучение по време на гимназията или не се считат за негодни да служат. Явяващите се за военна служба мъже биват разделени на четири групи според физическото си състояние. Първата група включва е лица с нормално телосложение, второто включва лица, чието телосложение е различно от лицата от предходната категория, третата включва лица със заболявания, които не могат да бъде излекувани в рамките на 30 дни, а четвъртата - лица, чиито заболявания са несъвместими с армията.
Транс жените обикновено биват слагани във втората категория и третирани по по-различен начин, тъй като жените са освободени от военна служба. Транс жените биват автоматично отхвърлени. До 2012 г., практиката е да им се издава документ за освобождаване, известен като „Sor Dor 43“, подпечатан с думите „трайно психично разстройство“. Това прави кандидастването за държавна работа или работа в други предприятия, които изискват документ за военна служба, много трудно за транс жените. Важно е да се отбележи, че трансджендър идентичността не се счита за психично заболяване от Световната здравна организация.
В резултат на натиск от страна на ЛГБТ обществото, през март 2006 г. въоръженните сили се съгласяват да променят формулировката на печата, но отказват да променят вече издадени документи. На 11 април 2012 г. е променен закона за военна служба и занапред в документите „Sor Dor 43“ се използва фразата “разстройство на половата идентичност“. Транс хората имат правото да поискат нов документ с тази формулировка.

### Полът и личните документи
В Тайланд законът позволява смяна на името, но не позволява смяната на пола в личните документи, което оставя транс хората без никакъв начин да бъде легално признат полът им. Въпреки че държавата е известна с лесния достъп до медицински процедури по смяна на пола, това не отговаря на законовата реалност за транс хората, за които има минимална защита от страна на закона. Транс хората са принудени да носят лични документи, на които полът не отговаря на реалността, което често води до срам и дори дискриминация в образованието, здравеопазването и други сектори. 